# Tampico (municipalité)
Pour les articles homonymes, voir Tampico.
La municipalité de Tampico est l'une des 43 municipalités de l'État de Tamaulipas, et est située dans la partie sud de cet État. Située à l'ouest du golfe du Mexique, elle appartient à sa plaine côtière, ainsi qu'au bassin versant du fleuve Río Pánuco, dont elle est riveraine au niveau de son embouchure. Elle est limitrophe au sud de l'État de Veracruz. Son chef-lieu est la ville éponyme de Tampico. Elle fait partie de la "Zona metropolitana de Tampico", aire urbaine qui regroupe autour de la ville de Tampico les municipalités faisant partie de sa sphère d'influence. Elle dépend de la région Sur, qui est une des 6 subdivisions administratives de l'État de Tamaulipas.

## Géographie

Bassin inférieur du Río Pánuco

La municipalité de Tampico s'étend du sud-est au nord-ouest sur la rive gauche de l'embouchure du fleuve Río Pánuco, et est bordée à l'ouest par l'un de ses affluents, le Río Tamesí. Deux lacs la flanquent également à l'ouest, le lac Mayorazgo au nord et le lac Chairel au sud. Établie dans la plaine côtière du golfe du Mexique, la municipalité a une altitude moyenne de 12 mètres. Son chef-lieu, la ville éponyme de Tampico, occupe une grande part de son territoire à l'est. Ce territoire couvre une superficie de 92,73 km² et était peuplé en 2020 de 297 562 habitants.
Cette municipalité fait partie de la Zona metropolitana de Tampico (es), regroupant, dans l'État de Tamaulipas, les municipalités de Tampico, Altamira et Ciudad Madero, et dans l'État de Veracruz celles de Pueblo Viejo et de Pánuco, pour une population totale de 927 379 habitants.
Elle fait aussi partie de la région Sur, qui est une des 6 subdivisions administratives de l'État de Tamaulipas, et regroupe les municipalités d'Aldama, d'Altamira, de Ciudad Madero, de González et de Tampico.
Elle est limitrophe au nord de la municipalité d'Altamira, à l'ouest, dans l'État de Veracruz, de celle de Pánuco, au sud de celle de Pueblo Viejo, et à l'est, à nouveau dans l'État de Tamaulipas, de celle de Ciudad Madero.

## Composition et démographie
La municipalité était composée en 2010 de 7 localités.
| Localité                          | Population |
| --------------------------------- | ---------- |
| Tampico                           | 303 635    |
| Cruz Grande (Estero del Camalote) | 91         |
| La Isleta (Río Tamesí)            | 75         |
| Cruz Grande (Cruz de los Ríos)    | 81         |

En plus de l'espagnol, plusieurs langues amérindiennes sont parlées dans la municipalité, dont les principales sont par ordre d'importance : le nahuatl et le huastèque.

## Histoire

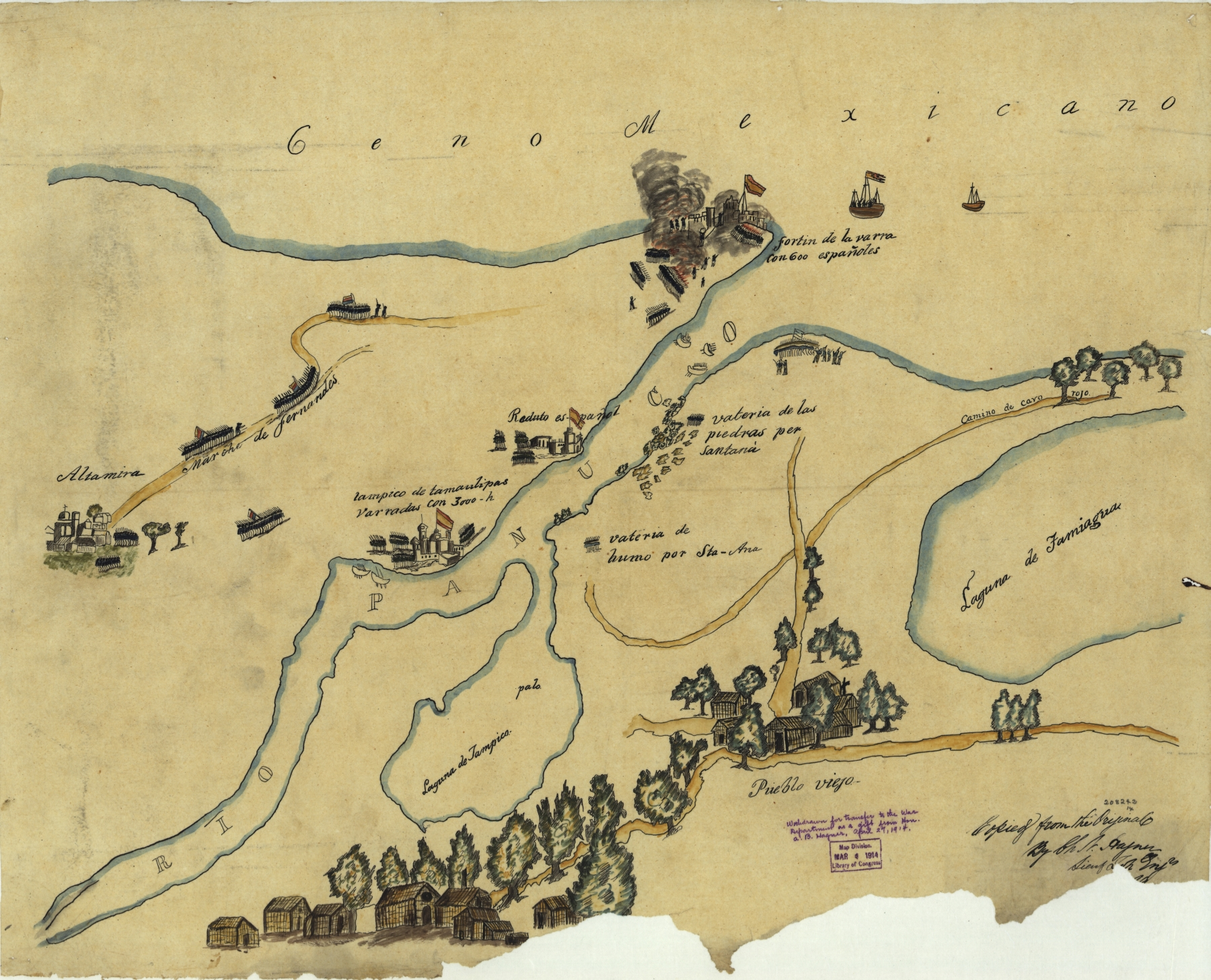
Carte montrant l'ancien site de San Luis Tampico, aujourd'hui Ciudad Cuauhtémoc

La ville de Tampico a connu trois fondations successives, en des temps et des lieux différents. Cette histoire commence en 1532, lorsqu'un prêtre franciscain, Andrés de Olmos, établit une mission dans le secteur de l'embouchure du fleuve Río Pánuco, sur le site de l'actuelle ville de Ciudad Cuauhtémoc, dans la municipalité de Pueblo Viejo. Cette fondation prend le nom de San Luis de Tampico en 1554.
Cependant, sa population a été déplacée en 1754, un peu plus au sud du fleuve Río Pánuco, sur le site de l'actuelle Tampico Alto, dans la municipalité de même nom, à cause des attaques de pirates, notamment l'incursion particulièrement destructive de Laurens de Graff.
La ville actuelle de Tampico, après un nouveau déplacement, a été enfin fondée en 1823 par Antonio López de Santa Anna, cette fois sur la rive nord du Río Pánuco. C'est là le site de la ville qui nous occupe, qui prit alors le nom de Santa Anna Tampico.
En 1829, l'Espagne fait une ultime tentative pour reconquérir le Mexique devenu indépendant. Les troupes du brigadier Isidro Barradas débarquées à Tampico sont cependant vaincues par le général Antonio López de Santa Anna la même année.
En 1847, durant la Guerre américano-mexicaine, les troupes américaines prennent Tampico sans avoir à combattre, dont Antonio López de Santa Anna avait fait évacuer les troupes, ce que la population de la ville lui reprocha.

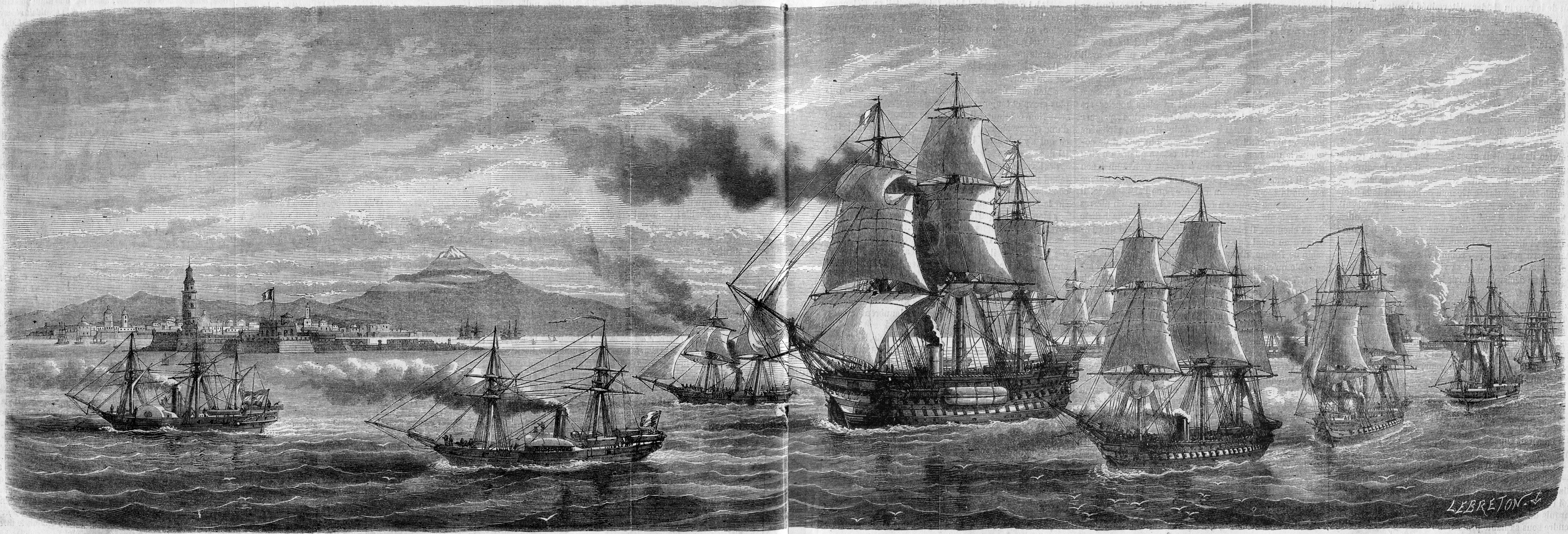
Expédition du Mexique, sous le commandement de Jurien de la Gravière (L'Illustration, 1862).

Durant la guerre entre la France du Second Empire et le Mexique, la ville connaît deux débarquements et deux occupations successives par les troupes de l'amiral français Edmond Jurien de La Gravière et du général Élie-Frédéric Forey, une première fois en 1862, puis en 1863-1864, donnant lieu cette fois à un affrontement entre les deux armées. Le corps expéditionnaire français doit rembarquer en août de cette année pour le port de Veracruz, que la France occupe encore.
À la fin de présidence de Benito Juárez, le 2 mai 1871, la garnison de la ville entre en insurrection contre ce dernier. La révolte est réduite le 7 juin, après bombardement et occupation de la ville par les troupes régulières. Benito Juárez décèdera cependant en 1872 après sa réélection.
Durant la Révolution mexicaine, la ville connaît des troubles, et sa garnison fait défection le 7 mai 1911, tandis que le maire de la ville démissionne en août 1913 pour protester contre l'arrivée du colonel García Bravo. Le 7 août de cette année, le général huertiste Ignacio Morelos Zaragoza reprend la garnison de la ville.

## Économie

Vue du port de Tampico

La municipalité possède un port commercial important, qui, couplé aux ports de Ciudad Madero et à celui d'Altamira, concentre les infrastructures portuaires de la région Sur de l'État de Tamaulipas, dans un secteur de conurbation. Déclarée port maritime dès 1824, la ville de Tampico voit la construction de sa première jetée en 1870. Les brise-lames et le dragage du fleuve ont été achevés en 1889 ; les premiers quais et entrepôts datent de 1903. Port naturel, les infrastructures portuaires de l'embouchure du Río Pánuco s'étendent sur 22 kilomètres, jusqu'à la municipalité de Pánuco.

## Éducation
La municiplaité possède un campus universitaire dépendant de l'Universidad Autónoma de Tamaulipas (es) dans la ville de Tampico.